# I Am You – Mörderische Sehnsucht
I Am You – Mörderische Sehnsucht (Originaltitel: In Her Skin) ist ein australisches Filmdrama von Simone North aus dem Jahr 2009. Der Film basiert auf einem realen Verbrechen, bei dem 1999 eine junge Tänzerin von ihrem einstigen Kindermädchen entführt und getötet wurde. Die Hauptrollen spielen Guy Pearce, Miranda Otto und Ruth Bradley. Der Film erschien in Deutschland am 9. September 2011 direkt auf DVD und Blu-ray.

## Handlung
Melbourne, 1999: Die 15-jährige Tanzschülerin Rachel wird vermisst. Die Eltern sind in Aufruhr, doch die Polizei ist eher desinteressiert. Bereits früh wird angedeutet, dass das ehemalige Kindermädchen Caroline das Mädchen entführt hat. Caroline leidet an einer psychischen Störung und zergeht in Selbsthass. Sie versucht, sich das Leben des Opfers anzueignen, und tötet Rachel schließlich.

## Hintergrund
Das Drehbuch basiert auf dem Buch Perfect Victim, das Rachels Mutter verfasst hatte. Der Fall erschütterte im Jahr 1999 die Stadt Melbourne durch die Brutalität, mit der das Verbrechen ausgeübt wurde. Im November 2000 wurde Caroline Reid Robertson zu einer Gefängnisstrafe von 20 Jahren verurteilt, von denen mindestens 13 Jahre abgesessen werden müssen.

## Kritik
Die Filmzeitschrift Cinema bezeichnete den Film in der DVD-Rezension als „beklemmende[n] und brutale[n] Tatsachenthriller über zerstörerischen Selbsthass und das Leid, das er verursacht“. Im Spielfilmdebüt der Regisseurin schwanken „die Aufnahmen zwischen beunruhigender Zurückhaltung und unerträglichen Gewalteruptionen“. Hauptdarstellerin Ruth Bradley brilliere als depressive Caroline. Der Filmdienst nannte den Film einen „formal ambitionierte[n] Thriller, der sich auf die Person der Täterin“ konzentriere, dabei aber „kein stimmiges Psychogramm der Figur“ entwerfe.